# الدكتور فرحات (فلم)
الدكتور فرحات فيلم مصري إنتاج سنة 1935 تأليف وإخراج توجو مزراحى وبطولة كل من فوزي الجزايرلي وإحسان الجزايرلي وأحمد الحداد ومنيرة محمد وأمينة محمد وحسن راشد وعبد العزيزي المشرقي وتحية كاريوكا وكان لتحية كاريوكا دور صغير في الفيلم حيث كانت في بداية طريقها السنمائي.

## قصة الفيلم
يكلف صاحب لوكاندة أحد مستخدمية بالبحث عن ترجمان فيجيئه بالقروي فرحات الذي أخذ يتخبط مع نزلاء اللوكاندة يقيم الدكتور حلمي في اللوكاندة يطلب من فرحات أن يقوم بتجسيد شخصيته ليختبر عواطف خطيبته المنتظرة نونا يصل الدكتور حلمي المزيف للإسكندرية حيث تعيش الخطيبة لا يروق في عين نونا يرفض الوالد زواجهما يقدم الدكتور حلمي نفسه للعائلة على أنه موظف بسيط يبدأ علاقة حب مع نونا.

## المصدر
- موقع السينما